# Jimmy Fallon
James Thomas „Jimmy“ Fallon, Jr. (* 19. září 1974, New York, New York, Spojené státy americké) je americký herec, komik, zpěvák a televizní moderátor. Od roku 2014 převzal štafetu po Jay Lenovi a uvádí talk show The Tonight Show na NBC, po 40 letech opět vysílanou z New Yorku. Předtím hostoval v Late Night with Jimmy Fallon, talk show na NBC. Hraje hlavně ve filmech a je znám především ze Saturday Night Live.